# Gobernador Piñero
Gobernador Piñero es un barrio ubicado en el municipio de San Juan en el estado libre asociado de Puerto Rico. En el Censo de 2010 tenía una población de 44.006 habitantes y una densidad poblacional de 3.517,77 personas por km².
Gobernador Piñero incluye las áreas de Puerto Nuevo (incluyendo Puerto Nuevo Norte), Villa Borinquen, Bosque Urbano de San Patricio, Caparra Terrace y Centro Médico.

## Geografía
Gobernador Piñero se encuentra ubicado en las coordenadas 18°24′34″N 66°5′29″O / 18.40944, -66.09139. Según la Oficina del Censo de los Estados Unidos, Gobernador Piñero tiene una superficie total de 12.51 km², de la cual 11.8 km² corresponden a tierra firme y (5.65%) 0.71 km² es agua.

## Demografía
Según el censo de 2010, había 44.006 personas residiendo en Gobernador Piñero. La densidad de población era de 3.517,77 hab./km². De los 44.006 habitantes, Gobernador Piñero estaba compuesto por el 65.19% blancos, el 20.94% eran afroamericanos, el 0.94% eran amerindios, el 0.37% eran asiáticos, el 0.01% eran isleños del Pacífico, el 7.85% eran de otras razas y el 4.7% pertenecían a dos o más razas. Del total de la población el 98.83% eran hispanos o latinos de cualquier raza.

## Transporte público
La estación Martínez Nadal del Tren Urbano se encuentra en el barrio Gobernador Piñero.